# Ансфрід (герцог Фріульський)
Ансфрід — герцог Фріульський (694), до того — правитель замку в Рагоньї.
У 694 напав на землі герцогства та змусив Родоальда втекти до Істрії, де він найняв корабель, на якому прибув до Равенни, а потім до двору короля лангобардів Куніберта в Павії.
Потім Ансфрід повстав проти короля і мав намір проголосити себе королем. Він напав на Верону, проте був узятий в полон, осліплений та вигнаний із земель лангобардів. Йому спадкував брат Родоальда Адо.